# Vlasenica (Vladimirci)
Vlasenica (Servisch: Власеница) is een plaats in de Servische gemeente Vladimirci. De plaats telt 482 inwoners (2002).